# Kiếm Hà
Kiếm Hà (chữ Hán giản thể: 剑河县, bính âm: Jiànhé Xiàn, âm Hán Việt: Kiếm Hà huyện) là một huyện thuộc Châu tự trị dân tộc Miêu và dân tộc Đồng Kiềm Đông Nam, tỉnh Quý Châu, Cộng hòa Nhân dân Trung Hoa. Huyện này có diện tích 2173 km², dân số năm 2002 là 210.000 người. Mã số bưu chính của huyện Kiếm Hà là 556400. Chính quyền huyện đóng ở trấn Liễu Xuyên. Về mặt hành chính, huyện này được chia thành 5 trấn và 7 hương.
- Trấn: Liễu Xuyên, Sầm Tùng, Nam Gia, Nam Minh và Cách Đông.
- Hương: Cửu Ngưỡng, Thái Ủng, Nam Tiếu, Nam Trại, Bàn Khê, Mẫn Động, Quan Yêu.